# Atari 7800
Atari 7800 je igraća konzola koju je razvila američka tvrtka Atari i izbacila na tržište 1986. kao nasljednika igraće konzole Atari VCS 2600 i da se isprave greške koje su učinjene s konzolom Atari 5200. Konzola Atari 7800 bila je u cijelosti kompatibilna s prijašnjom konzolom VCS 2600.

## Značajke
- Mikroprocesor: Atari SALLY 6502 ("6502C") na 1,79 MHz
- RAM: 4 KB
- ROM: 4 KB BIOS ROM, memorijski moduli 48 KB
- Grafička rezolucija: 160×240 točaka (160×288 točaka PAL inačica) u 256 boja (MARIA čip na 7,16 MHz)